# Circuitul ITF feminin 2024 (octombrie–decembrie)
Circuitul ITF feminin 2024 este ediția din 2024 a celui de-al doilea turneu de tenis profesionist feminin. Acesta este organizat de Federația Internațională de Tenis și este un nivel inferior circuitului WTA. Circuitul include turnee în cinci categorii cu premii în bani care variază între 15.000 și 100.000 de dolari.

## Legendă
| Categorie   |
| Turnee W100 |
| Turnee W75  |
| Turnee W50  |
| Turnee W35  |
| Turnee W15  |

### Octombrie
| Săptămâna | Turneu | Campioni | Finaliști | Semifinaliști | Sfert-finaliști |
| --------- | ------ | -------- | --------- | ------------- | --------------- |